# 阿沃斯塔
阿沃斯塔（瑞典語：Avesta）是瑞典達拉納省阿沃斯塔市镇的城区。2010年，有人口14,506人。